# Zeta Doradus
Zeta Doradus (20 Doradus) é uma estrela na direção da constelação de Dorado. Possui uma ascensão reta de 05h 05m 30.69s e uma declinação de −57° 28′ 22.8″. Sua magnitude aparente é igual a 4.71. Considerando sua distância de 38 anos-luz em relação à Terra, sua magnitude absoluta é igual a 4.38. Pertence à classe espectral F7V.